# 히가시타고노우라역
히가시타고노우라역(일본어: 東田子の浦駅、ひがしたごのうらえき 히가시타고노우라에키[*])은 일본 시즈오카현 후지시에 있는 도카이 여객철도의 철도역이다.
역 동쪽 1 km 지점에 후지 시와 누마즈시 사이의 경계가 있다.

## 역 구조
2면 3선 구조의 지상역이다. 단식 1면과 섬식 1면으로 이루어져 있다. 역사는 1번선 승강장 쪽에 있으며, 반대쪽 승강장과는 구름다리로 이어져 있다.
후지 역이 관리하는 업무 위탁역으로, 영업은 도카이 교통 사업이 대신 하고 있다.

### 승강장
| 1 | ■ 도카이도 본선 | · 방면 |

## 역세권 정보
- 국도 제1호선

## 역사
- 1949년 9월 15일 - 일본국유철도 도카이도 본선 하라 역 ~ 스즈카와 역 (뒷날의 요시와라 역) 사이에 신설 개업.
- 1987년 4월 1일 - 민영화에 따라 도카이 여객철도의 소속이 되었다.
- 2008년 3월 1일 - TOICA의 사용이 개시되었다.

## 인접역
| 도카이 여객철도 도카이도 본선 | 도카이 여객철도 도카이도 본선 | 도카이 여객철도 도카이도 본선   |
| ----------------------------- | ----------------------------- | ------------------------------- |
| 하라 아타미 방면              | ■ 도카이도 본선               | 요시와라 시즈오카·하마마쓰 방면 |